# Oxychilus shuttleworthianus
Oxychilus shuttleworthianus is een slakkensoort uit de familie van de Oxychilidae. De wetenschappelijke naam van de soort is voor het eerst geldig gepubliceerd in 1883 door Pini.